# Myllenyxis phalaropa
Myllenyxis phalaropa là một loài tò vò trong họ Ichneumonidae.